# Villalobón
Villalobón es un municipio de la comarca de Tierra de Campos de la provincia de Palencia, en la Comunidad autónoma de Castilla y León, España. Cuenta con una población de 1900 habitantes (INE 2024).

## Toponimia
Le viene dado su topónimo o nombre del pueblo a Villalobón de la aglutinación del sustantivo latino “villa” con significado de quinta, granja, etc. más el antropónimo o nombre de persona, Lopón. Lupus, etc.

## Historia
Alfonso VIII agregó Villalobón al señorío episcopal palentino, dando ese monarca en 1202 a su concejo un fuero, siendo su primer señor el obispo Arderico.
Aún en el siglo XIV, el libro Becerro de Behetrías corrobora que Villalobón era del obispo de Palencia, al igual que Villamuriel, Magaz, Villaumbrales, etc. Se consolidó ese obispado en el siglo XV adquiriendo esas fortalezas más Grijota, Villajimena, Villamartín, Mazariego y Santa Cecilia.
A finales del siglo XVI, Villalobón se encontraban dentro del arcedianazgo de Cerrato y arciprestazgo de Astudillo y contaba con 59 feligreses.
Villalobón y los pueblos citados fueron desmembrados por los años en torno a 1580 de la Dignidad episcopal por parte de Felipe II, siendo incorporados al Patrimonio Real. Pero Villalobón debió comprar su propio villazgo por 16000 maravedíes a pagar por cada vecino, quedando en la Corona.
A mediados del siglo XVIII, Villalobón continuaba siendo de realengo, tenía una población de 85 vecinos, disponía de taberna, mesón y abacería, herrero, 52 jornaleros y cuatro pobres de solemnidad.

## Geografía humana

### Demografía
Cuenta con una población de 1900 habitantes (INE 2024).

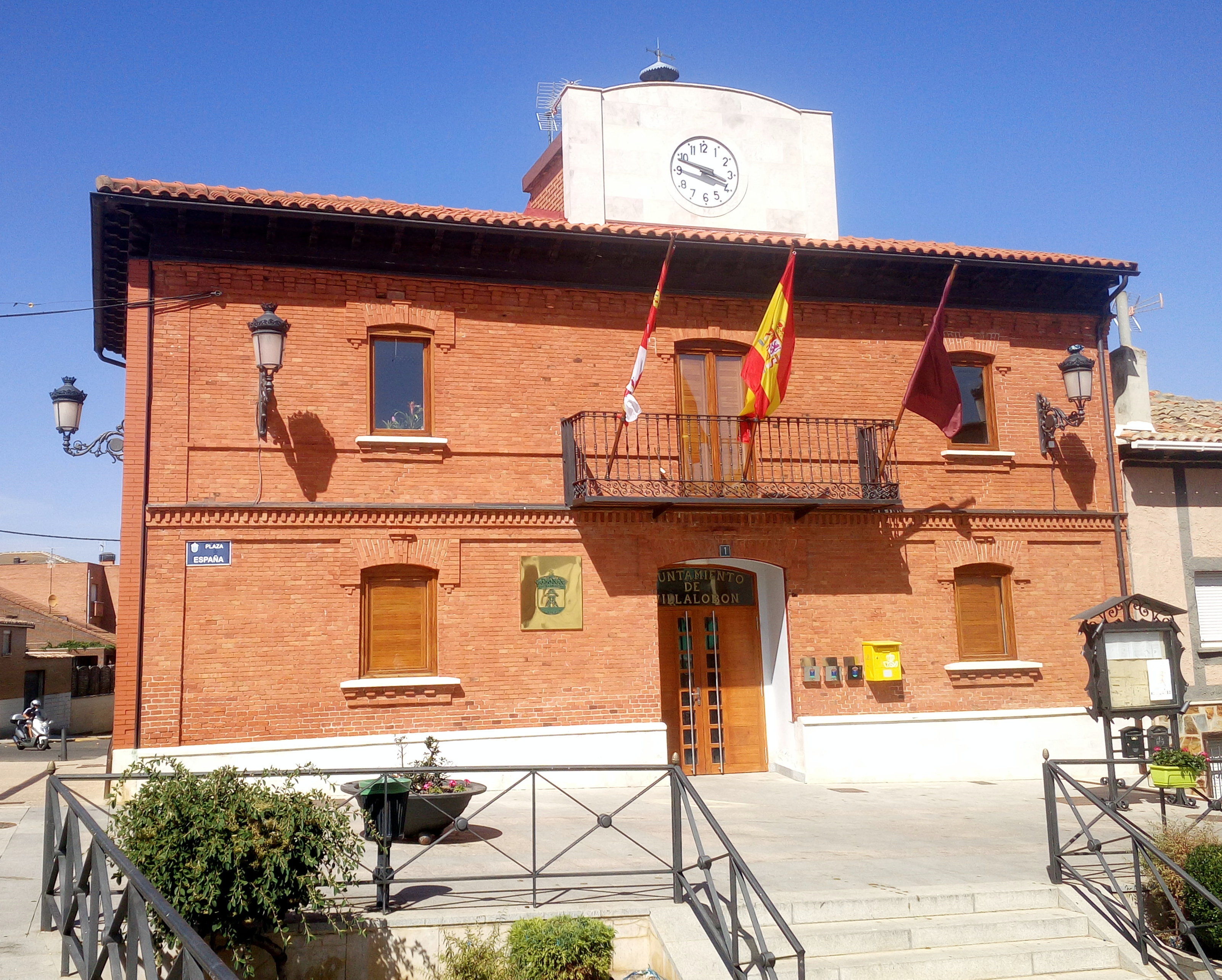
Casa consistorial

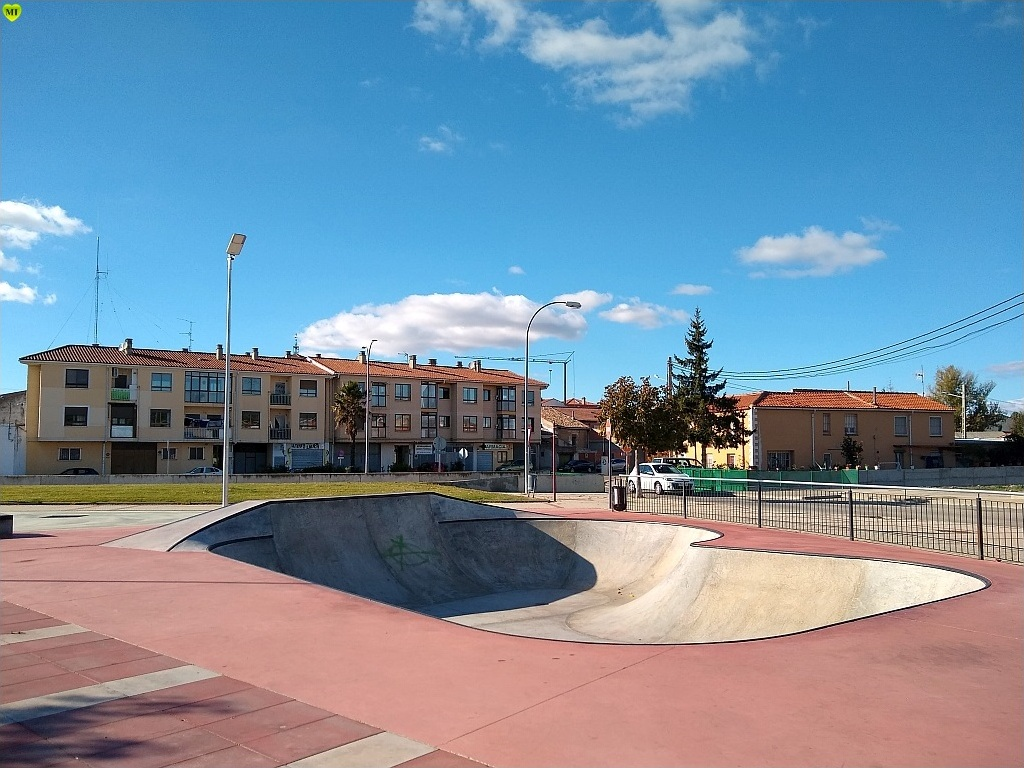

| Gráfica de evolución demográfica de Villalobón entre 1842 y 2021                                                      |
| |
| Población de derecho según los censos de población del INE. Población de hecho según los censos de población del INE. |

## Patrimonio
Villalobón dispuso de tres ermitas: una de San Cristóbal, camino del monte; otra de San Juan de Soto, en el casco urbano; y otra la de San Lorenzo, en el camino que se dirige a Villajimena.
La iglesia parroquial está dedicada a Nuestra Señora de la Asunción, construida en el primer cuarto del siglo XVI, con una sola nave, arcos de medio punto y bóvedas de crucería estrellada. La portada está en el lado de la Epístola, con pórtico del siglo XVI, cubierto de artesonada.
Goza de buenas obras de arte: en el lado del Evangelio; pila bautismal del siglo XVI, retablo barroco del siglo XVIII, otro retablo barroco de 1631 con esculturas a San Roque, San Isidro Labradas y un Cristo atado a una columna, este del siglo XVI. 
En el presbiterio, retablo mayor, de tres cuerpos y tres calles, con buenas esculturas y pinturas, estas del camino del Calvario, Oración del Huerto, Nacimiento, etc. del último tercio del siglo XVI.
En el lado de la epístola, retablo rococó del siglo XVIII.
Como es habitual en esta comarca castellana a las afueras del pueblo, dirección Valdeolmillos, posee gran cantidad de bodegas subterráneas con sus respectivas edificaciones.

## Cultura

### Fiestas
Fiestas patronales: 
- 3 de febrero (San Blas)
- 15 de agosto (Nuestra Señora de la Asunción)
- 15 de mayo (San Isidro)